# 性交体位

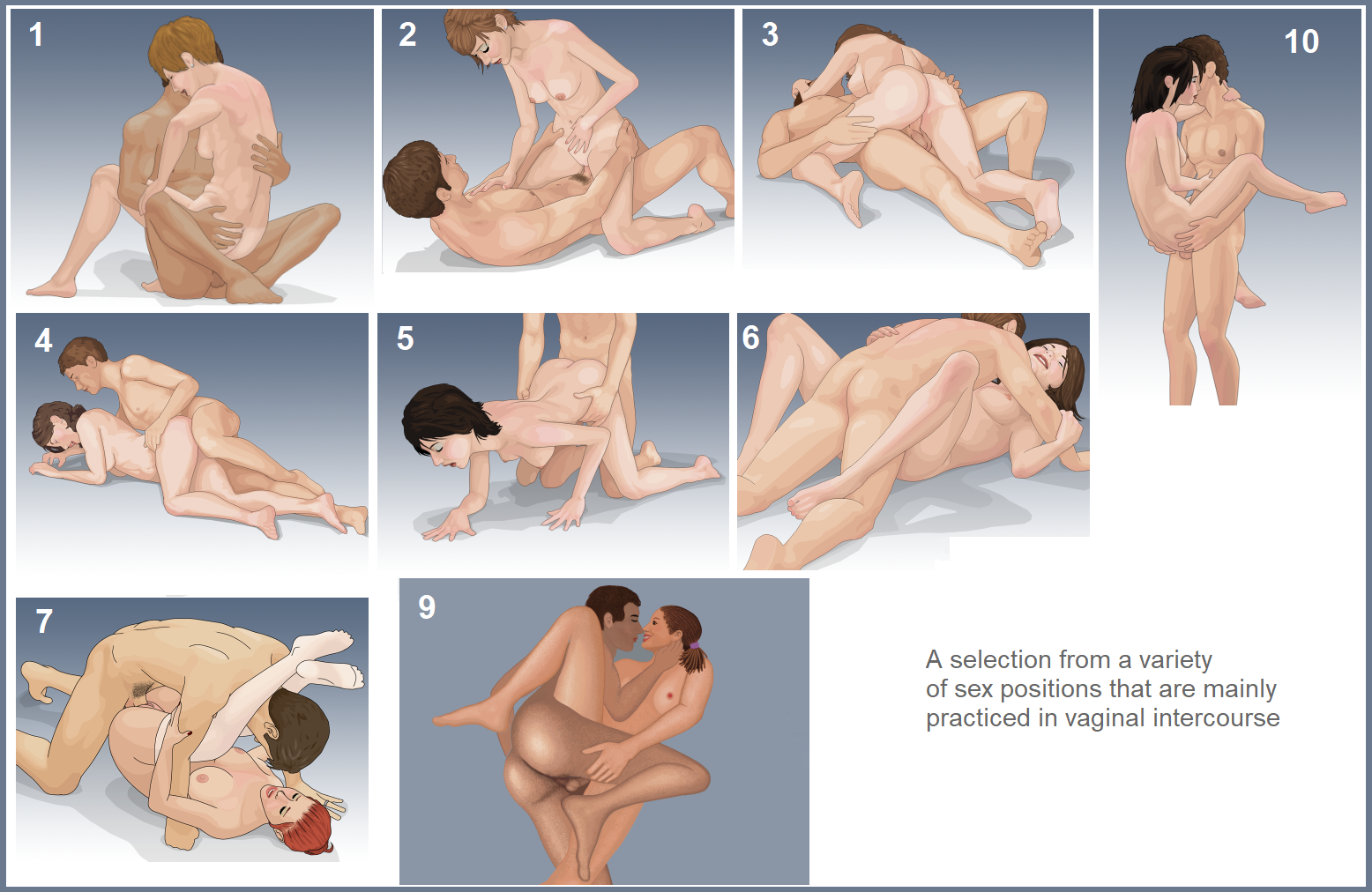
不同的性交体位

行房姿势、性姿勢、性体位或性交体位，泛指参与性行为者所采行的姿势。

## 傳統文獻

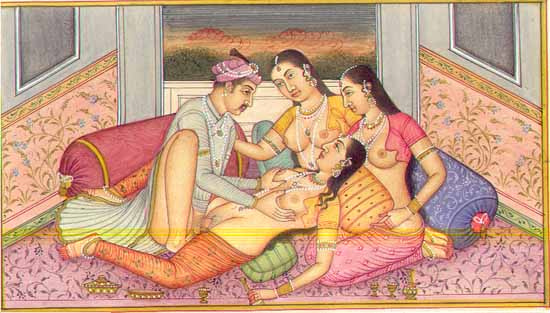
印度《欲经》的展示圖之一

傳統漢字古籍記載，若干姿勢變換在魏晉時期的《素女經》中有具體介紹，明代的《素女妙論》和清代的《紫閨秘書》都有轉述。
《紅樓夢》第23回中贾琏要求王熙凤改變一些新奇的姿勢，“只是昨儿晚上，我不过是要改个样儿，你就扭手扭脚的。”

## 一般兩性的

### 臥姿為主
一般使阴茎與阴道交合的一些身体姿势：
- 正常體位：女仰臥平躺，兩腳伸直，男方身體在其上。
- 泰山壓頂式[5]：女仰臥平躺，抬起雙腳並伸直，男方俯身兩腿伸直，姿勢如做般進入私处。
- 蝸牛回巢式[5]：女仰臥平躺，抬起雙腳並屈膝，男方跪姿進入。
- 河童上滑石式[5]（女俯臥之後趴位），女方趴臥背對男方，雙腳稍微分開，而男方在女方臀部後方進入私处。
- 狗仔式[5]（女俯臥之膝肘位）：女方趴著，將兩腳分開跪著，把臀部翹高，手掌和膝蓋貼地呈貓式。男方以跪姿扶著女方腰部，緊貼女性臀部進入私处。
- 隔山取火式 [5]（女俯臥之膝肘位）：姿勢如狗仔式，男方進入私處後，一邊扭身與女方親嘴，增加雙方交流。
- 老漢推車式：女俯臥之趴著，將兩腳分開直立，把臀部翹高。男方以站姿扶著女方腰部，緊貼女性臀部進入私处。
- 床上互抱式（女側臥），雙方躺著並抱住對方，面對面的姿勢進入私处。
- 樹熊背抱式（女側臥之後側位）：雙方方向側躺，女方稍微向後翹起臀部，男方在女方後側進入私处。
- 半邊燒鵝脾式[5]（女側臥之側入體位）：女方側躺，並提起一隻腳，男方跪著進入私处。
- 觀音坐蓮式[5]（男仰臥女上位，騎乘位）：男方平躺，腳伸直或坐在床緣，女方雙腿分開，坐在男方上面，面向男方，将私处插入，快速地前后摆动。
- 倒騎驢式[5]（男仰臥女上位，騎乘位）：男方平躺，腳伸直或坐在床緣，女方雙腿分開，坐在男方上面，背向男方，将私处插入，快速地前后摆动。

家具在姿勢上的輔助或限制：
枕頭或性愛枕或情趣家具（如桌子、椅子、躺椅、床等）主要是以生殖器的接觸為採用目的，不同類型的器具在不同的特定姿势进行。但也可能反而會減少男女雙方動作上的變化性，身體四肢被家具所限制住。
- 高腰位的正常體位：女性平躺，在腰部下方墊枕頭或性愛枕以提高臀部[1]，雙腳打開。
- 跑馬射金錢式[5]：女性躺在床邊，讓腿可以自然垂在床邊的位置，讓男性站在床前的姿勢

——此時女方可以讓腿自然垂在床邊，或是身體躺著而使兩腳跨勾著男方的腰，在男方往前挺入的時候，女方的兩腳可以順勢幫助男方深入。
- 床邊咬庶式[5]，：女方側躺於床上，女方稍微向後翹起臀部，男方站於床邊進入私处。

### 卧姿以外
尚有一些雙方面對面，同採坐姿、跪姿或站姿的性交体位。
坐姿
- 蟾蜍食日式 / 女上式[5]－男方先坐定，雙手撐住後方；而女方騎至男方大腿上，膝蓋跪地。或是可將雙腿纏繞住男方的腰，擁抱對方。
- 大海撈月式 / 八爪式[5]－雙方都坐在地上，並將雙手撐住後方。男方腳打直，而女方將臀部靠近男方下體，先插入之後，再將雙腿跨至男方肩膀上。此姿勢容易剌激G點，讓女方獲得快感，呻吟不断。
- 搖籃式－男方先平躺，女方先採女上位讓男方插入私处。接著男方慢慢將身體打直，變成坐姿，但不將陰莖拔出，此時雙方用雙腿纏住對方的臀部、將雙手穿過對方的膝蓋下方，進而抱住對方，像個搖籃一樣進行搖擺。

跪姿
- 求婚式－男女雙方面對面，以求婚的方式下跪並緊貼對方，但需以不同腳下跪，男方從正面插入私处。
- 扶椅式－男方先採跪坐的姿勢，而女方則跨坐至男方的陰莖上插入私处，並同採跪姿。

站姿
- 大字式－雙方都採站姿，女方站的地方要比男方稍高，雙腿張開比肩膀寬，男方從正面插入私处。
- 老樹盤根式－首先男方站立，女方坐在大約與男方臀部同高的桌上，雙腿環繞住男方腰部，而男方雙手扶住女方臀部插入私处。
- 金雞獨立式－類似火車便當式，但女方背後緊貼牆壁，以減輕男方的負擔，雙腳纏繞住男方大腿讓男方插入，形成的畫面會有如金雞獨立一般。
- 火車便當式 / 龍舟掛鼓式[5]，男方站立並抱起女方，女方雙腳纏住男方的腰、雙手勾住男方脖子，讓男方插入私处。此姿勢仰賴男方的腰力及臂力，較為高難度。

其它
- 乞兒煲飯式－此姿勢男方蹲著，後腳跟不著地，以前腳掌支撐；而女性面對面讓男方抱住，雙腳交叉於男方腰部。此乃一高難度的性交體位，若男性臂力不夠，則易使後腳根受傷。這名稱是一種神態的描述，由於乞兒拿著飯煲蹲在地上煲飯時，因後腳跟不著地，身體總是會不停上下搖晃著。

## 可能的危害
- 体位性窒息
- 窒息式性愛

## 其他性动作
參與者超過兩人時
二人以上同时性行为姿勢從双人姿勢衍生而來。
其他性接觸部位
除了性交姿勢之外，人們的一些不同部位的性接觸，例如肛交、指交、拳交、口交（為男人陰莖口交，為女人陰戶口交、舔肛、双人69式等）或非插入式性行為（手交、足交、乳交、股間性愛、女女交叉或陰莖摩擦）等，一般則歸入更為廣義的人类性活动。

## 註腳
1. ↑  清光緒三十年（1904年）石印本《紫閨秘書》十卷
2. ↑  《红楼梦》第二十三回“西厢记妙词通戏语　牡丹亭艳曲警芳心”
3. ↑  或其他菲勒斯（例如假阳具）與阴道或肛门相接合的一些身体姿势）

## 外部連結及文獻
- Hooper, Anne J., "Sexopedia". DK Publishing; 1st American ed., Dec. 1, 2002 ISBN 0-7894-8958-9 272 pages
- Hooper, Anne J., "Anne Hooper's Kama Sutra". DK Publishing. 1st ed., January 1, 1998. ISBN 1-56458-649-9 160 pages
- McMeel, Andrews and Lisa Sussman. "Sex Positions". October, 28 2002 ISBN 1-84222-266-X
- Bodansky, Steve and Vera Bodansky "The Illustrated Guide to Extended Massive Orgasm". Hunter House. 1st ed., June 2002. ISBN 0-89793-362-1 235 pages
- Kemper, Alfred M. "Love Couches Design Criteria", 1972, Los Angeles. Library of Congress #75-36170. 101 pages. Design criteria for assistive furniture, with sections on accommodation of disabled persons.

- Sex Tutorial （页面存档备份，存于）
- Flash Animations for 21 positions of performing sexual intercourse
- Six Best Sex Positions[永久]
- BetterSex Positions of the Week
- Animated Sexual Positions （页面存档备份，存于）
- Sex Positions to hit the g spot
- Kama Sutra Animated - Explanations with Macromedia Flash animations for sex positions
- Gay Sex Positions - Gay and Lesbian Sex Positions
- Indian History On Sex
- Kamasutra positions and history
- Guide to Sex for Large Couples[永久]
- sexualpositionsfree.com
- Free sex positions pics with models clothed
- Sex Positions in a car (Humor)
- Great Sex Positions (Humor)
- Summer sex positions - Fresh ideas for sexual positions
- - More sex positions
- More sex positions
- Pleasureball Sex Positions （页面存档备份，存于） - gives illustrated sex positions for free
- Sex Positions for Older People

## 外部連結
- （日語）膣イキしやすい体位について （页面存档备份，存于）